# Théorème de préparation de Malgrange
En mathématiques, le théorème de préparation de Malgrange est un analogue du théorème de préparation de Weierstrass pour les fonctions {\displaystyle C^{\infty }}. Étape préliminaire pour établir un théorème de déformations verselles différentiable, ce résultat a été d'abord conjecturé par René Thom avant d'être démontré par Bernard Malgrange.

## Énoncé du théorème
Supposons que f soit un germe à l'origine de fonction  {\displaystyle C^{\infty }} dépendant des variables {\displaystyle ,t\in \mathbb {R} }  et  {\displaystyle x\in \mathbb {R} ^{n}} près de l'origine, et supposons l'existence d'un entier k tel que :
{\displaystyle f(0,0)=0,{\partial f \over \partial t}(0,0)=0,\dots ,{\partial ^{k-1}f \over \partial t^{k-1}}(0,0)=0,{\partial ^{k}f \over \partial t^{k}}(0,0)\neq 0.}
Le théorème affirme que la fonction f s'écrit alors sous la forme :
{\displaystyle f(t,x)=c(t,x)\left(t^{k}+a_{k-1}(x)t^{k-1}+\cdots +a_{0}(x)\right)} où les germes de fonction c et a sont {\displaystyle C^{\infty }\ }et c est non nul à l'origine.